# José María Lavalle Covarrubias
José María Lavalle (21 d'abril de 1902 - 7 de juliol de 1984) fou un futbolista peruà. Va formar part de l'equip peruà a la Copa del Món de 1930. També participarà en el Campionat sud-americà de 1929, 1935 i 1937. Fou jugador d'Alianza Lima.